# Жалівник вохристий
Жалівни́к вохристий (Bathmocercus cerviniventris) — вид горобцеподібних птахів родини тамікових (Cisticolidae). Мешкає в Західній Африці.

## Опис
Довжина птаха становить 13 см, вага 14-18 г. Голова і груди чорні, живіт і боки каштанові. Верхня частина тіла коричнева, крила і хвіст темно-коричневі. Самиця рудувато-коричнева, горло у неї світліше. Дзьоб чорний, очі карі, лапи сизі.

## Поширення і екологія
Вохристі жалівники поширені в лісах Верхньої Гвінеї, від Сьєрра-Леоне і південного сходу Гвінеї до центрального Кот-д'Івуару і південної Гани. Ареал фрагментований. Можливо, локально вимерли в Гані.
Вохристі жалівники живуть в густому підліску гірських, заболочених і рівнинних тропічних лісів. Живуть парами, живляться комахами, яких шукають на землі.